# Gustav Adolph von Schoeller

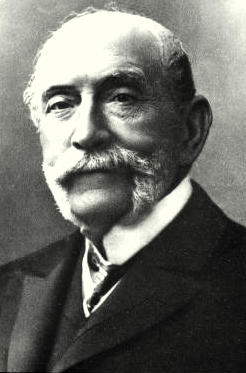
Gustav Adolf von Schoeller

Gustav Adolph Schoeller, seit 1873 Ritter von Schoeller (* 5. Oktober 1826 in Düren; † 25. Juni 1889 in Wien) war ein deutsch-österreichischer Bankier und Unternehmer in der Montanindustrie.

## Leben und Wirken
Der Sohn des in Düren geborenen, im ungarischen Edelény tätigen sowie 1873 in Österreich geadelten Zuckerfabrikanten Heinrich Eduard Ritter von Schoeller (1803–1879) und dessen Ehefrau Johanna Elisabeth geb. Hoesch wurde schon frühzeitig von seinem Onkel Alexander von Schoeller (1805–1886) in dessen verschiedenen Unternehmen geschult und in wichtige Entscheidungen mit einbezogen. Ab 1847 war er zunächst in dem Wiener Großhandelshaus Schoeller & Co., der späteren Schoellerbank tätig, wo er ab 1869 auch als Gesellschafter übernommen wurde. Zusammen mit seinem Onkel sowie Ernst von Herring gründete Gustav Adolph in dieser Zeit die Steinkohlen-Gewerkschaft Mirošov u Rokycan. Mit zunehmenden Gesundheitsproblemen seines Onkels musste Gustav Adolph diesen auch in der Betriebsführung der anderen Unternehmen immer mehr entlasten. Nach Alexanders Tod übernahm Gustav Adolph die Leitung des Großhandels- und Bankhauses in Wien und erhielt zusammen mit seinem Vetter Sir Paul Eduard von Schoeller (1853–1920) je einen Drittelanteil an der Berndorfer Metallwarenfabrik, die kurz nach seinem Tod von dem dritten Gesellschafter Arthur Krupp im Alleinbesitz übernommen wurde. Zuvor hatte Gustav Adolph dort aktuelle Modernisierungen eingeführt. Darüber hinaus gründete er nach Anschaffung eines Dampfhammers noch eine eigenständige Patronenhülsenfabrik zur Produktion von Kriegsmaterial.
Auch in den Schoeller Stahlwerken (Theresienhütte), der Ternitzer Walzwerk- und Bessemer Stahlfabrikations-AG und späteren Schoeller-Bleckmann Stahlwerke, führte er die bereits von seinem Onkel geplanten Neuerungen durch und legte in diesem Zusammenhang die Filialen im Ortsteil Hirschwang von Reichenau an der Rax aus wirtschaftlichen Gründen mit dem Ternitzer Werk zusammen. In den Hirschwangener Werksanlagen richtete er danach die Kartonfabrik Schoeller & Co. ein, die im Jahr 1916 an die Neusiedler AG verkauft wurde. 
Da auch Gustav Adolph an einem sich verstärkendem Nervenleiden krankte, bezog er aber schon bald auch hier seinen Neffen Sir Paul Eduard und dessen Bruder Philipp Wilhelm von Schoeller (1845–1916) in die Betriebsführung ein. Viel Zeit blieb ihm für seine Modernisierungen allerdings nicht, denn bereits drei Jahre nach Alexanders Tod erlag er selbst 1889 seiner Krankheit und seine beiden Neffen übernahmen das Firmenimperium.
Neben seinen beruflichen Verpflichtungen war Schoeller noch Mitglied in verschiedenen Verwaltungsräten von Industrie, Banken und Eisenbahnunternehmen wie beispielsweise der Allgemeinen Bodencreditanstalt in Wien oder der Kaiser Ferdinands-Nordbahn. Darüber hinaus nahm er regen Anteil am Leben der evangelischen Gemeinde Wiens und wurde von 1867 bis zu seinem Tod als deren Presbyter gewählt.

## Familie

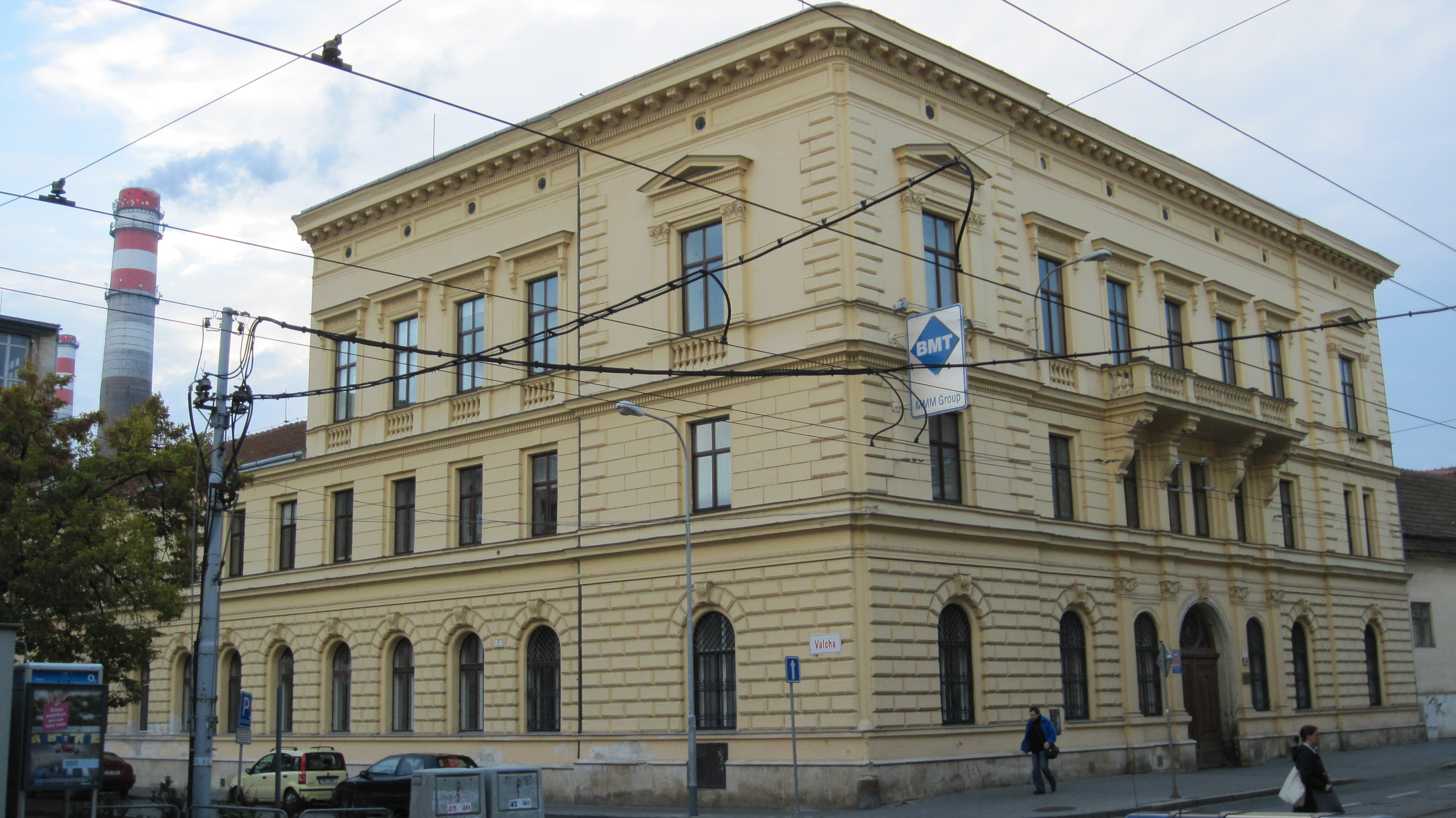
Brünner Palais von Gustav Adolf Schoeller, Cejl 50

Gustav Adolph Ritter von Schoeller war seit 1853 verheiratet mit Marianne Draemann (1834–1932), mit der er vier Töchter hatte. Seine Tochter Adele (1854–1918) heiratete den Rechtswissenschaftler Armand Freiherr Dumreicher von Österreicher (1845–1908), Aline den Großindustriellen Paul von Seybel, Emilie den Mediziner Ferdinand Freiherr von Buschman, Generalsekretär der Österreichischen Geographischen Gesellschaft und Mathilde Friederike (1857–1913) den Papierfabrikanten Hugo von Hoesch (1850–1916), einen Sohn des Stahlindustriellen Leopold Hoesch (1820–1899). Deren gemeinsamer Sohn Leopold von Hoesch wurde später ein bekannter Diplomat und Botschafter in Paris und London.
Gustav Adolf Ritter von Schoeller wurde nach seinem Tod 1889 in Gries-Quirein auf dem Grinzinger Friedhof in Wien beigesetzt (Gruppe 10, Nr. 2).